# Kafra
Kafra je voskasta aromatična snov. Pridobiva se iz drevesa kafrovca (Cinnamomum camphora) lahko pa tudi sintetično.
Njegova kemijska formula je C10H16O. 
Kafra deluje kot rahel lokalni anestetik in antibiotik.
V tradicionalni medicini velja, da kafra odvrača kače in druge plazilce zaradi močnega vonja. Prav tako je strupena za žuželke in zato deluje kot repelent.